# Tahesia Harrigan-Scott
Tahesia Harrigan (née le 15 février 1982) est une athlète des îles Vierges britanniques, spécialiste du sprint.

## Carrière
Tahesia Harrigan-Scott remporte la médaille de bronze des Championnats du monde en salle de Valence dans le temps de 7 s 09, nouveau record national.
Elle est double médaillée d'or des Jeux d'Amérique centrale et des Caraïbes sur 100 m : en 2006 (11 s 15) et en 2010 (11 s 19).
Elle est la chef de mission de la délégation des Îles Vierges britanniques aux Jeux olympiques d'été de 2024 à Paris

## Palmarès
| Date | Compétition                                      | Lieu                 | Résultat | Épreuve   | Temps         |
| ---- | ------------------------------------------------ | -------------------- | -------- | --------- | ------------- |
| 2001 | Championnats d'Amérique centrale et des Caraïbes | Guatemala            | 7e       | 100 m     | 12 s 05       |
| 2001 | Championnats d'Amérique centrale et des Caraïbes | Guatemala            | 6e       | 200 m     | 24 s 65       |
| 2005 | Championnats d'Amérique centrale et des Caraïbes | Nassau               | 2e       | 100 m     | 11 s 29       |
| 2006 | Jeux d'Amérique centrale et des Caraïbes         | Carthagène des Indes | 1re      | 100 m     | 11 s 15       |
| 2006 | Jeux du Commonwealth                             | Melbourne            | 5e       | 100 m     | 11 s 48       |
| 2007 | Jeux panaméricains                               | Rio de Janeiro       | 4e       | 100 m     | 11 s 34       |
| 2008 | Championnats du monde en salle                   | Valence              | 3e       | 60 m      | 7 s 09        |
| 2009 | Championnats d'Amérique centrale et des Caraïbes | La Havane            | 1re      | 100 m     | 11 s 21       |
| 2010 | Championnats du monde en salle                   | Doha                 | 6e       | 60 m      | 7 s 17        |
| 2010 | Jeux d'Amérique centrale et des Caraïbes         | Mayagüez             | 1re      | 100 m     | 11 s 19       |
| 2013 | Championnats des Iles aux vents                  | Tortola              | 3e       | 4 x 100 m | 44 s 65       |
| 2014 | Jeux d'Amérique centrale et des Caraïbes         | Veracruz             | 8e       | 100 m     | 11 s 93       |
| 2015 | Championnats NACAC                               | San José             | 4e       | 100 m     | 11 s 28       |
| 2017 | Relais mondiaux de l'IAAF                        | Nassau               | 7e       | 4 × 200 m | 1 min 35 s 35 |
| 2018 | Jeux d'Amérique centrale et des Caraïbes         | Barranquilla         | 7e       | 100 m     | 11 s 69       |
| 2018 | Championnats NACAC                               | Toronto              | 7e       | 100 m     | 11 s 61       |

## Records
| Épreuve | Performance | Lieu       | Date            |
| ------- | ----------- | ---------- | --------------- |
| 60 m    | 7 s 09 NR   | Valence    | 7 mars 2008     |
| 100 m   | 11 s 12 NR  | Miramar    | 11 juin 2011    |
| 200 m   | 22 s 98 NR  | Donnas     | 15 juillet 2007 |
| 400 m   | 55 s 60     | Starkville | 31 mars 2007    |